# Heliotropium giessii
Heliotropium giessii là loài thực vật có hoa trong họ Mồ hôi. Loài này được M. Friedrich mô tả khoa học đầu tiên.